# Antonio Jorge y Galván
Antonio Jorge y Galván (Zaragoza, 27 de abril de 1717 – Víznar, 2 de septiembre de 1787) fue un sacerdote católico español, obispo de Zamora y arzobispo de Granada.

## Trayectoria

### Origen
Nació en Zaragoza el 27 de abril de 1727 dentro de una familia noble originaria del valle del Roncal.

### Formación
Estudió en la Universidad de Zaragoza y se doctoró en Derecho en la Universidad de Alcalá.

### Presbítero
Fue nombrado, deán de la Catedral, cargo que ocupó durante veinticuatro años, gobernador del Arzobispado y rector de la Universidad en 1757. Mantuvo amistad con el conde de Aranda, que influyó notablemente en su carrera eclesiástica y que lo denominaba familiarmente «el deán pollo», apelativo con el que era conocido en Zaragoza mientras ocupaba el cargo.

### Obispo
Como antijesuita y enemigo del molinismo  fue presentado por el conde de Aranda para la mitra de Zamora, previniendo evitar oposición a sus proyectos sobre la Compañía de Jesús, como hizo con varios clérigos más en otras diócesis vacantes.  El 27 de abril de 1767 fue nombrado obispo para la diócesis de Zamora y consagrado el 5 de julio de 1767 por el arzobispo de Zaragoza Luis García Mañero, el obispo de Jaca, Pascual López Estaún y el obispo de Albarracín, José Molina Lario y Navarro.
Durante su pontificado en Zamora llevó a cabo una importante labor de asistencia a niños huérfanos y abandonados.

### Arzobispo
Fue promovido al arzobispado de Granada el 29 de enero de 1776.
En octubre de 1778 inició visita pastoral, que se prolongó hasta febrero de 1785 durante más de seiscientos días, distribuidos en ocho etapas de duración variable correspondientes a las zonas o vicarías de la diócesis.
De espíritu ilustrado, pagó a su cargo muchos maestros y creó premios para incentivar la instrucción de los niños Y la enseñanza del catecismo. Gastó gran parte de sus cuantiosas rentas en favor de necesitados, llegando incluso a pedir fondos al cabildo para atender a enfermos de fiebres tercianas desfavorecidos y famélicos.
En virtud de su cargo arzobispal y por haber eclesiásticos entre los procesados, fue comisionado junto al presidente de la Real Chancillería por el rey Carlos III para juzgar y sentenciar el caso de falsificaciones arqueológicas en la Alcazaba Cadima, obra del padre Juan de Echevarría, Juan de Flores, el canónigo Cristóbal Medina Conde y otros individuos a partir de 1754.

### Final

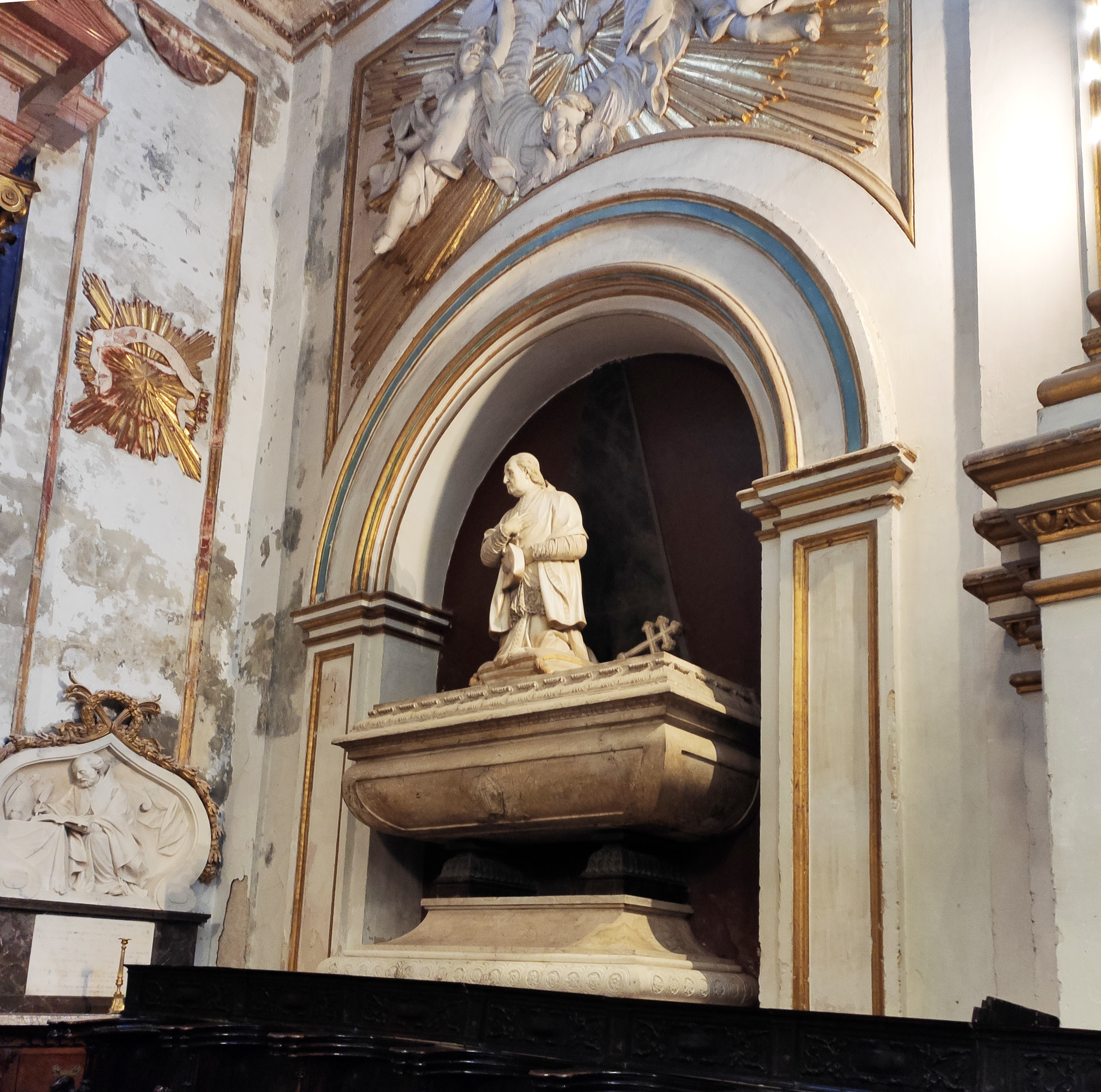
Mausoleo de Antonio Jorge y Galbán.

Falleció el 2 de septiembre de 1787 y sus restos se encuentran depositados en la catedral de Granada en un sepulcro obra del turiasonense Juan Adán, situado en el lado de la epístola de la capilla del Pilar.